# Стен Гец
Стен Гец (енгл. Stan Getz; Њујорк, 2. фебруар 1927 — Малибу, 6. јун 1991), рођен као Стенли Гајецки (енгл. Stanley Gayetski), био је амерички џез саксофониста.Познат по надимку "The Sound" (Звук), Гец је нарочито потпомогао развоју кул џеза и боса нове. 
Био је под утицајем Ластера Јанга и постао је познат по лаком звуку и етеричном приступу свирајући као један од Четворице браће, другог састава Вудија Хермана.
Свирао је са Бени Гудменом и Џими Дорсијем, а ширу популарност је достигао у оркестру Вудија Хермана крајем четрдесетих. Касније током педесетих је популаризовао кул џез, и 1958 је отишао за Европу. У Америку се вратио 1961. и започео нову фазу своје каријере. Са гитаристом Чарли Бирдом је 1962. снимио албум "Jazz Samba", прву фузију џеза и боса нове, а касније је са бразилским музичарем Жоао Жилбертом и његовом женом Аштруд снимио "The Girl from Ipanema", један од највећих џез хитова свих времена за који је добио Греми за најбољи сингл. Касније је свирао са Чик Коријом на албуму "Sweet Rain", и експериментисао са фузијом на албуму "Captain Marvel" (1972), али није достигао ранију славу. Преминуо је од рака 1991. у Малибу.